# Mundo Disney
Mundo Disney foi um bloco de desenhos, séries e filmes exibido pelo SBT, que fechou uma parceria com a The Walt Disney Company para exibição destes conteúdos. O bloco estreou no dia 31 de agosto de 2015 e foi exibido pelo SBT até o dia 31 de agosto de 2018, transmitia diariamente uma programação montada pela própria Disney e eram exibidos vinhetas, comerciais e chamadas das atrações do bloco, em formato semelhante aos canais pagos do grupo Disney, e exibia de segunda a domingo desenhos e produções dos mesmos.
O acordo marcou uma parceria entre as duas empresas, distantes há dez anos, depois que a Disney deixou o SBT e assinou contrato com a rival Globo. Além disso, o acordo também previa que todo o faturamento da faixa de horário é de propriedade da Disney. Em 13 de agosto de 2018, foi anunciado que a Disney rescindiu seu contrato com o SBT. O bloco ficou no ar até 31 de agosto de 2018, três anos depois que a parceria foi iniciada em 2015.

## Atrações exibidas
- A Casa Do Mickey Mouse
- A Guarda Do Leão
- A Xerife Callie No Oeste
- Art Attack
- Austin & Ally
- Domingo De Cinema
- Doutora Brinquedos
- DuckTales: Os Caçadores De Aventuras (2017)
- Elena De Avalor
- Enrolados Outra Vez
- Hannah Montana Forever
- Henry Monstrinho
- Jake E Os Piratas Da Terra Do Nunca
- Juacas
- Junior Express
- Manny: Mãos À Obra
- Mickey Mouse
- Mickey: Aventuras Sobre Rodas
- Miles Do Amanhã
- Muppet Babies (2018)
- Não Fui Eu
- Ninjago
- O11ZE
- Os Feiticeiros De Waverly Place
- Os 7A
- Operação Big Hero: A Série
- Parquinho
- Phineas & Ferb
- Pijama Party
- Princesinha Sofia
- Puppy Dog Pals
- Que Talento!
- Sou Luna
- Vampirina
- Violetta
- Zack & Cody: Gêmeos A Bordo
- Zack & Cody: Gêmeos Em Ação

## Audiência
No primeiro mês desde a estreia do Mundo Disney, a audiência do SBT foi caindo gradativamente durante os domingos. Após seis meses no ar, a audiência média do SBT caiu. O primeiro destaque na audiência veio somente em junho de 2016, após as outras emissoras de TV concorrentes do SBT interromperem suas programações para transmitir o processo de impeachment de Dilma Rousseff. Após o destaque positivo de junho, voltaram a ser registrados índices negativos de audiência para o bloco.
No mesmo mês, repercutiu o comentário do jornalista Flávio Ricco na imprensa, que dizia: "O que já se tem como certeza é que o "Mundo Disney" não está mais tão seguro na programação do SBT como antes. O dinheiro oferecido na compra desses horários está longe de compensar os prejuízos causados na audiência diária e dos finais de semana. A informação é que o próprio Silvio Santos já está convencido disso."